# Darband-e Faqīrān
Darband-e Faqīrān (persiska: Darband-e Kamālvand, دربند, دربند فقيران, دربند کمالوند) är en ort i Iran.   Den ligger i provinsen Lorestan, i den västra delen av landet, 400 km sydväst om huvudstaden Teheran. Darband-e Faqīrān ligger 1 315 meter över havet och antalet invånare är 361.
Terrängen runt Darband-e Faqīrān är lite kuperad. Runt Darband-e Faqīrān är det ganska tätbefolkat, med 72 invånare per kvadratkilometer. Närmaste större samhälle är Khorramābād, 9,9 km nordväst om Darband-e Faqīrān. Omgivningarna runt Darband-e Faqīrān är i huvudsak ett öppet busklandskap.